# Donaukröken
Donaukröken, även Donauknäet, är en kraftig böj i floden Donau i närheten av Visegrád i Ungern cirka 3 mil norr om Budapest. 
Uppströms från kröken har Donau en östlig huvudriktning på slättlandet Kisalföld längs gränsen mellan Ungern och Slovakien. Floden har sedan grävt en djup dal som åtskiljer Börzsönybergen i norr från Visegradbergen i söder. En U-formad sväng i floden har skapats vid passage genom vulkanisk berggrund från miocen, och följer troligen formen på en vulkanisk kaldera bildad för cirka 15 miljoner år sedan. Strax nedströms gör Donau en lång krök söderut, mot Budapest och slättlandet Alföld.